# Khách sạn Grand Aranybika
Khách sạn Grand Aranybika là khách sạn 4 sao nổi tiếng nằm ở trung tâm thành phố Debrecen, Hungary. Đây là một trong những khách sạn lâu đời nhất Hungary, lịch sử của nó bắt đầu từ cuối thế kỷ 17. Tuy nhiên, tòa nhà hiện tại của khách sạn được xây dựng vào năm 1915 do kiến trúc sư Alfréd Hajós thiết kế.
Vào năm 2013, doanh nhân József Boros mua lại khách sạn và tiến hành tái xây dựng quy mô lớn với sự trợ cấp của chính phủ và Liên minh Châu Âu. Công việc dự kiến sẽ hoàn thành vào năm 2015.

## Lịch sử
Lịch sử của khách sạn bắt đầu từ năm 1690, vào năm đó nông dân địa phương András Bika bán toàn bộ đất của mình và tài sản trên đó cho thành phố, trong đó có một tòa nhà bằng đá được xây dựng cầu kì và độc đáo. Sau đó, người ta đã tái thiết kế tòa nhà này thành một khách sạn bao gồm bốn phòng khách, một căn hộ cho thuê và một căn hộ cho chủ khách sạn. Khách sạn chính thức đưa vào hoạt động năm 1699.
Trong thế kỷ tiếp theo, nơi này ngày càng được nhiều người biết đến và dần trở thành một trong những khách sạn nổi tiếng bậc nhất ở thành phố Debrecen. Vào năm 1799, khách sạn xây dựng mở rộng thêm một tầng và một phòng khiêu vũ. Sau này, người ta gắn logo hình con bò húc của một thương hiệu ở mặt trước khách sạn, vì vậy khách sạn thường gọi với tên Aranybika, nghĩa đen là "Con bò Vàng". Năm 1882, khách sạn tiếp tục tái xây dựng theo thiết kế của kiến trúc sư Imre Steindl. Sau khi sửa đổi xong, khách sạn sẽ có thêm một tòa nhà hai tầng, một quán cà phê và một nhà hàng. Tòa nhà hai tầng mới này trở thành trung tâm đời sống dân trí và xã hội ở Debrecen.
Theo thời gian, tình trạng của tòa nhà trở nên xuống cấp trầm trọng và thay thế bằng một tòa nhà mới vào năm 1915. Tòa nhà mới do kiến trúc sư Alfréd Hajós thiết kế theo phong cách Tân nghệ thuật. Theo bản bản thiết kế mới này, khách sạn sẽ có 192 phòng, quán cà phê, nhà hàng, spa, nhà hát và hội trường nghi lễ. Năm 1976, khách sạn tiếp tục xây dựng bổ sung thêm một tòa nhà mới nữa.
Ngày nay, khách sạn có tới 205 phòng ở tòa nhà mới, tòa nhà cũ có 131 phòng đơn, 48 phòng đôi, 10 studio, 12 căn hộ và 4 dãy phòng cao cấp, cung cấp tổng cộng 500 giường.

## Những vị khách nổi tiếng
Kể từ khi thành lập và phát triển đến ngày nay, khách sạn đã chào đón rất nhiều nghệ sĩ và chính trị gia nổi tiếng. Trong số đó phải kể đến: István Széchenyi, Ferenc Deák. Miklós Wesselényi, Ferenc Kossuth, Zsigmond Móricz, Béla Miklós, István Vásáry, Imre Nagy, Magda Szabó, Bruno Kreisky và Helmut Kohl. Người ta cũng ghi lại rằng Tướng Józef Bem đã đến khách sạn trong Chiến tranh giành độc lập của Hungary năm 1848–1849.